# Inter-American Institute for Cooperation on Agriculture
Het Inter-American Institute for Cooperation on Agriculture (Inter-Amerikaans Instituut voor Landbouwsamenwerking; IICA) is een Pan-Amerikaanse organisatie die deel uitmaakt van de Organisatie van Amerikaanse Staten. De organisatie heeft tot doel om de lidstaten te ondersteunen en stimuleren in duurzame ontwikkeling van de landbouw en het welzijn van de plattelandsbevolking.
De IICA werd in 1942 opgericht. Het idee ervoor kwam van de Amerikaanse minister van Landbouw, Henry Wallace, en de uiteindelijke resolutie die tot de oprichting leidde kwam van de Ecuadoriaanse algemeen directeur van Landbouw, Ernesto Molestina. Het hoofdkantoor staat sindsdien in de Costa Ricaanse hoofdstad San José. In 1944 werd de eerste multilaterale conventie georganiseerd.
De organisatie richt zich op de innovatie van de landbouw, landbouwbedrijven, vermarkting van landbouwproducten, voedselveiligheid, duurzame landbouw, ontwikkeling van plattelandsgebieden en training.
Er is een nauwe samenwerking tussen de IICA en de 34 ministeries van landbouw van de verschillende lidstaten. Het hoogste bestuursorgaan is het Inter-Amerikaanse Bestuur voor Landbouw (Inter-American Board of Agriculture; IABA). De officiële talen van de organisatie zijn Engels. Spaans, Portugees en Frans.
In Suriname bevindt zich een vestiging van de IICA naast het ministerie van Landbouw, Veeteelt en Visserij aan de Letitia Vriesdelaan. Hier bevinden zich ook het hoofdkantoor van het Caribbean Agricultural Health and Food Safety Agency en het Surinaamse filiaal van de Voedsel- en Landbouworganisatie van de Verenigde Naties.
De IICA is in Suriname betrokken geweest bij verschillende projecten, zoals in 2023 bij een project om de productie van passievruchten (markoesa) uit te breiden in Para.